# Макара (футбольный клуб)
«Макара́» (исп. Club Social y Deportivo Macará) — эквадорский футбольный клуб из города Амбато. В настоящий момент выступает в Серии A Эквадора, элитном дивизионе страны.

## История
Клуб основан 25 августа 1939 года. В высшем дивизионе Эквадора «Макара» дебютировала в 1960 году, и провела в нём в общей сложности 32 сезона. До 2019 года лучшим результатом клуба в чемпионатах Эквадора было 4-е место в 2017 году. Благодаря этому команда в 2018 году дебютировала в Кубке Либертадорес, однако пройти первый квалификационный этап не сумела, уступив по сумме двух матчей венесуэльской «Депортиво Тачире» из-за гола, пропущенного на своём поле (1:1; 0:0).
В 2019 году «Макара» стала абсолютно лучшим клубом Эквадора в регулярном первенстве. В полуфинале плей-офф команда уступила будущему чемпиону «Дельфину» (1:2; 1:1) по итогам двух матчей. Таким образом, «Макара» заняла третье место в чемпионате Эквадора и вновь заработала путёвку в розыгрыш Кубка Либертадорес.
Домашние матчи клуб проводит на стадионе «Бельявиста», вмещающем 18 000 зрителей. Принципиальным соперником команды является клуб «Текнико Университарио», противостояние с которым носит имя «Класико Амбатеньо».

## Титулы и достижения
- Третий призёр чемпионата Эквадора (1): 2019
- Победитель регулярного турнира чемпионата Эквадора (1): 2019
- Чемпион Серии B (4): 1971, 1998, 2005 (Клаусура), 2016
- Чемпион Второго дивизиона (4): 1975, 1979, 1985, 1996

## Сезоны по дивизионам
- Серия А Эквадора (36): 1960—1961, 1963—1964, 1966—1968, 1970, 1971—1974, 1986—1991, 1999—2002, 2004, 2006—2010, 2012—2013, с 2017
- Серия B Эквадора (17): 1971, 1974, 1976—1977, 1980—1982, 1991—1992, 1997—1998, 2003, 2005, 2011, 2014—2016
- Сегунда Эквадора (11): 1969—1970, 1975, 1978—1979, 1983—1985, 1993—1996